# Reventlow
Reventlow – duński ród arystokratyczny, poświadczony historycznie od XIII wieku.

## Galeria

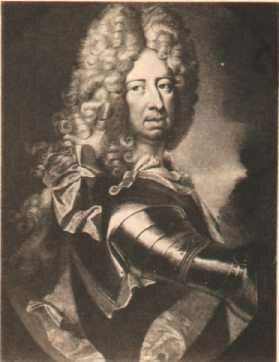
Conrad Reventlow
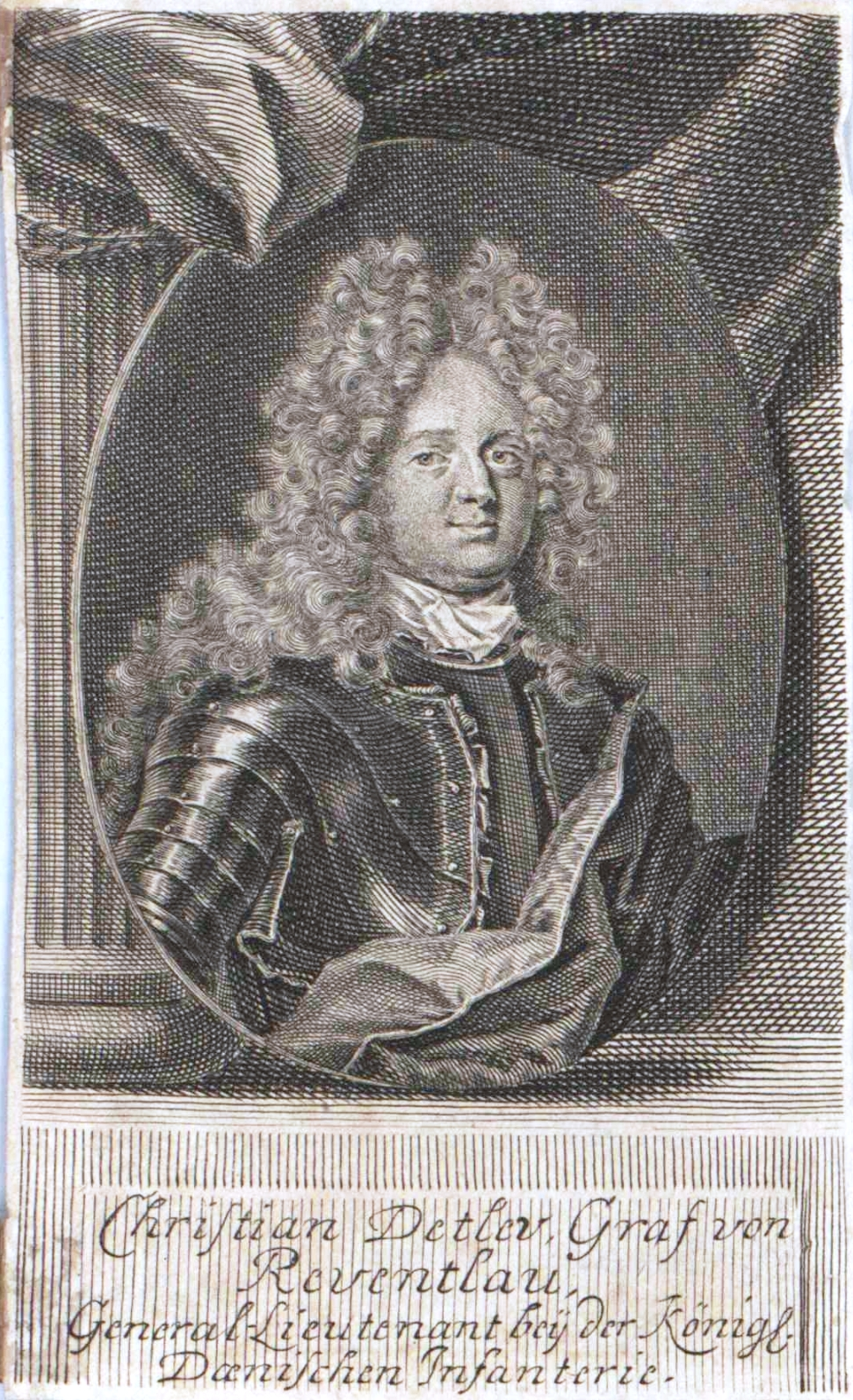
Christian Detlev Reventlow
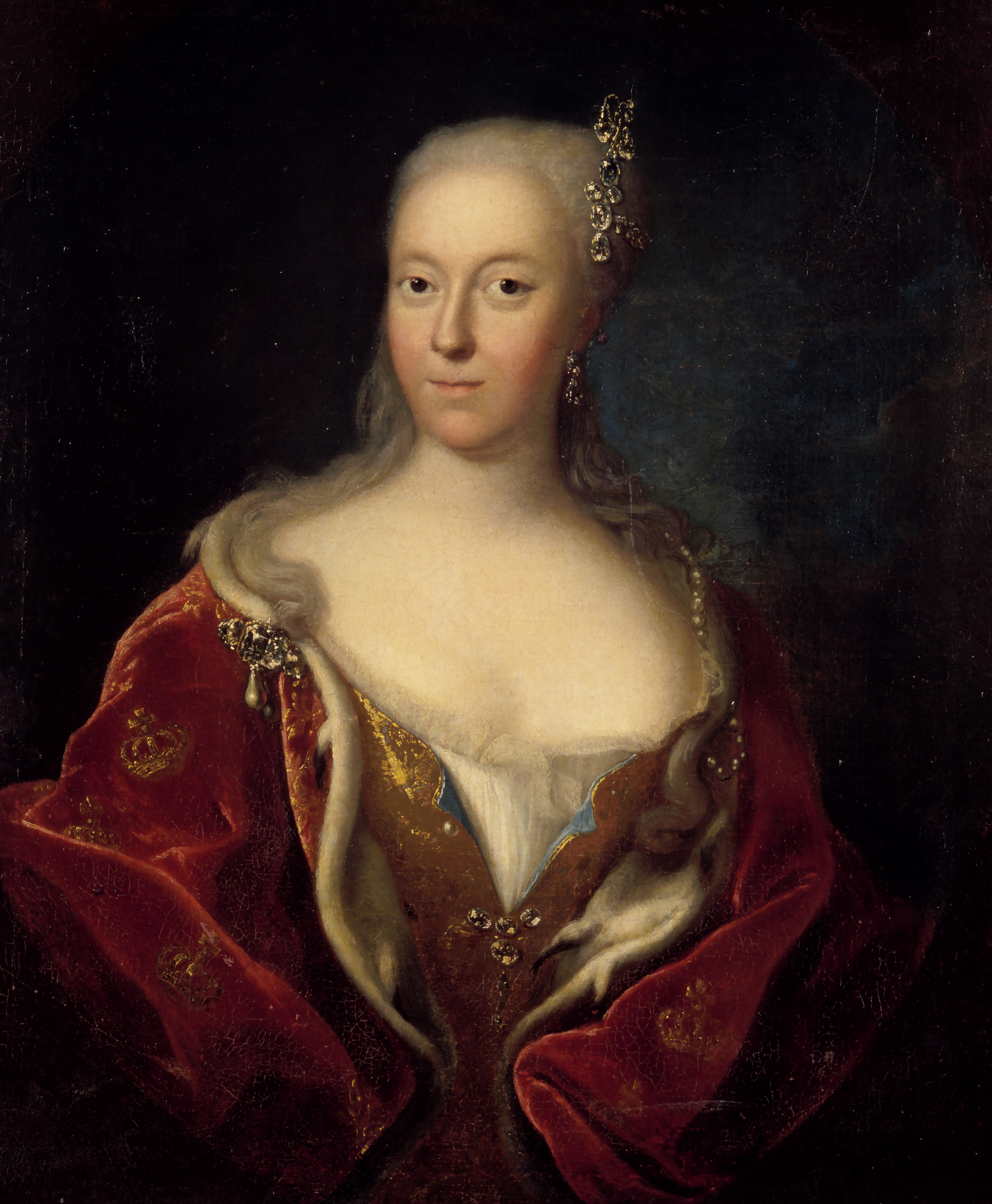
Anna Sophie Reventlow
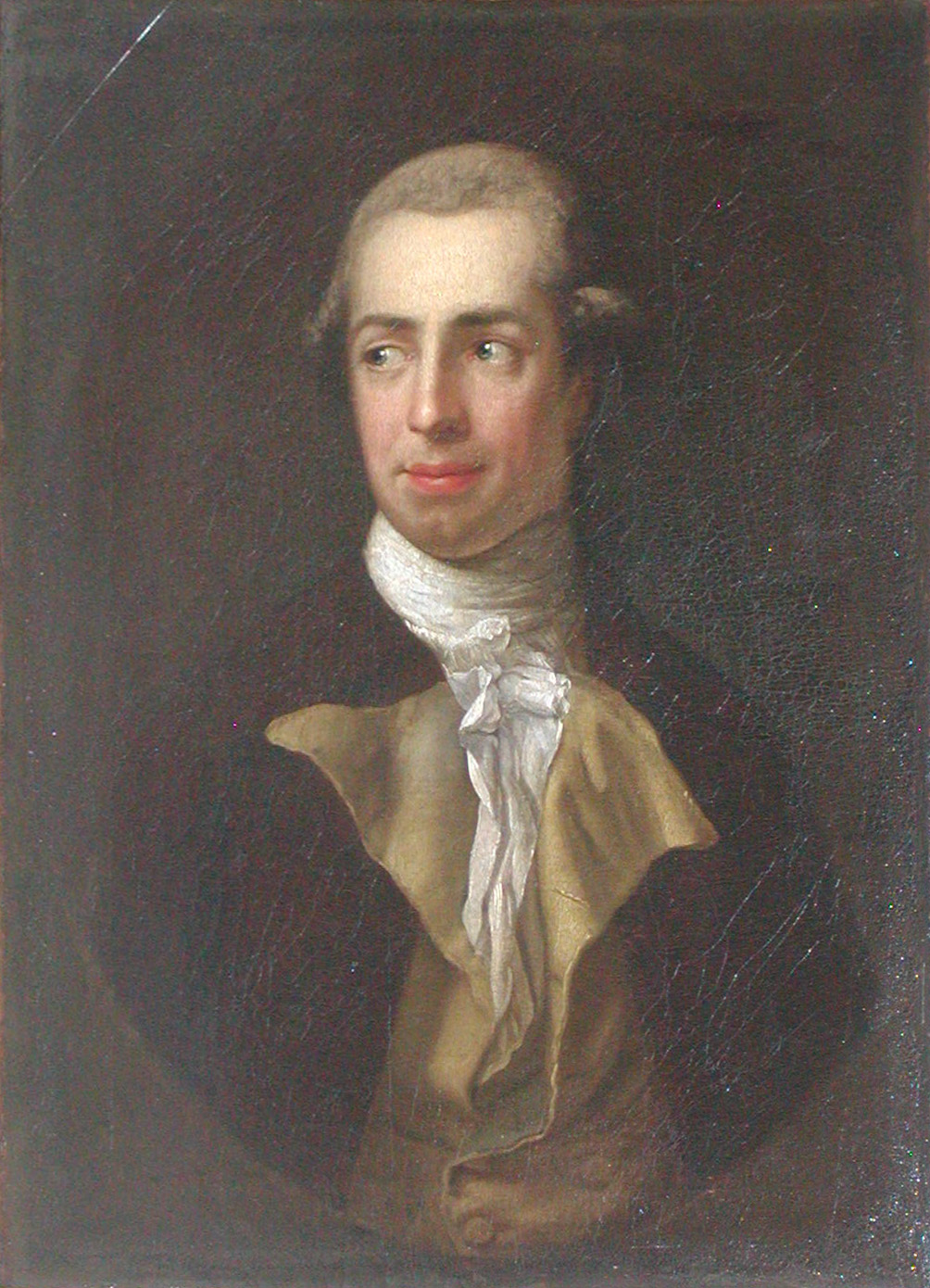
Johan Ludvig Reventlow
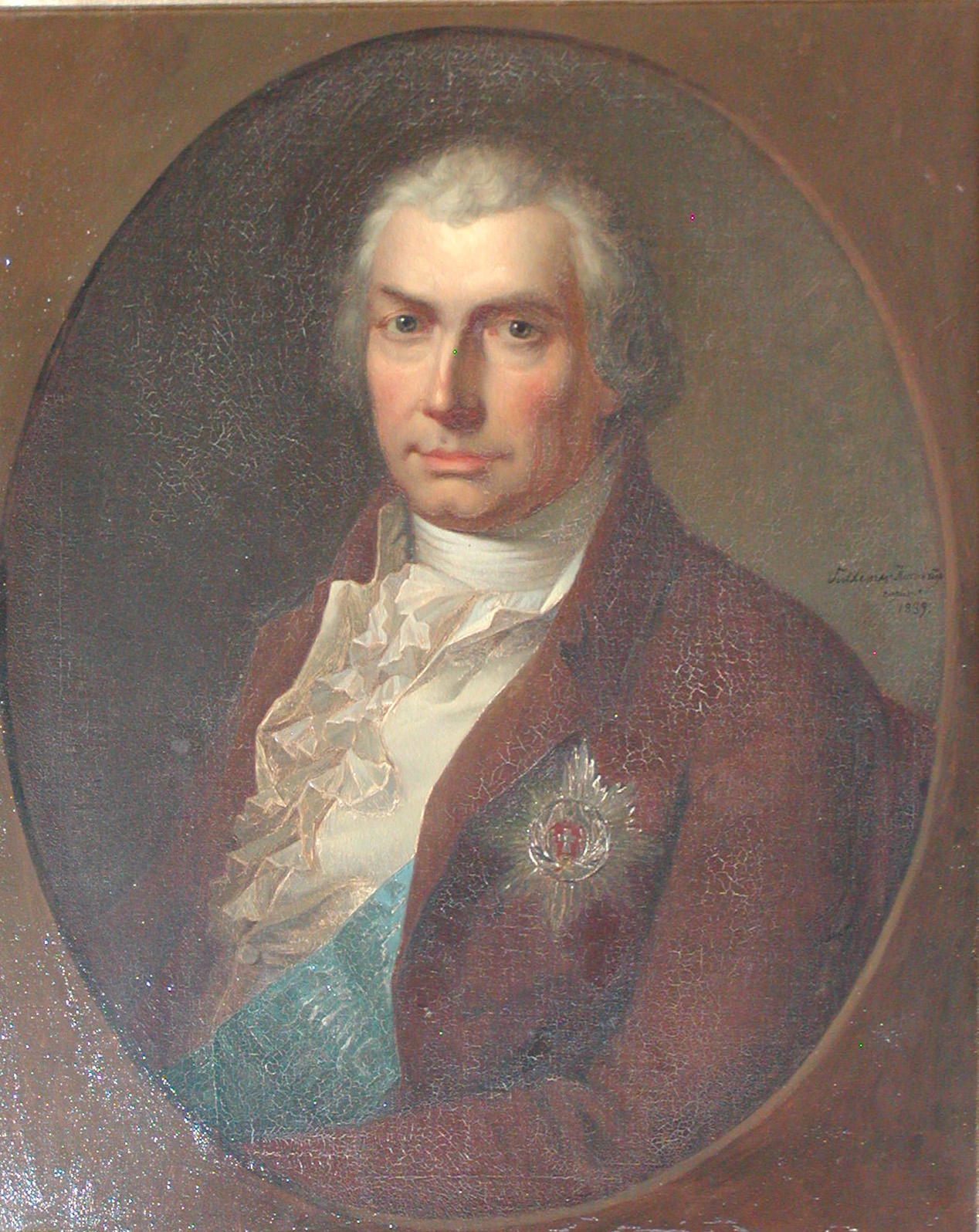
Christian Ditlev Frederick Reventlow

## Znani członkowie rodu
- Ditlev Reventlow (1600-64) – kanclerz króla Chrystiana IV.
- Conrad Reventlow (1644-1708) – syn poprzedniego, wielki kanclerz, doradca królewski.
- Heinrich Reventlow – aresztował w 1717 roku w Holandii holsztyńskiego ministra i agenta Georga Heinricha von Görtza.
- Christian Detlev Reventlow (1671–1738) – syn poprzedniego, żołnierz i polityk duński, rządca miasta Altony.
- Anna Sophie Reventlow (1693-1743) – siostra Christiana Ditleva, kochanka, a potem  małżonka (1721) króla Fryderyka IV.
- Christian Ditlev Frederick Reventlow (1748-1827) – duński mąż stanu i reformator.
- Johan Ludvig Reventlow (1751-1801) – młodszy brat poprzedniego, duński agronom i polityk.
- Friedrich Karl Reventlow (1754-1828) – kurator uniwersytetu w Kilonii, syn Detleva Reventlow.
- Friederike Juliane hr. Reventlow, z domu Schimmelmann (1762-1816) – żona poprzedniego, najważniejsza postać literackiego ośrodka w Emkendorf.
- Friedrich hr. Reventlow (1797-1874) – polityk w służbie księstwa Szlezwiku-Holsztynu.